# Iki no Hakatoko no sho
Iki no Hakatoko no sho (伊吉博徳書? letteralmente "Il documento di Iki no Hakatoko") è un resoconto storico di viaggio giapponese scritto da Iki no Hakatoko. Composto alla fine del VII secolo, è noto principalmente per essere servito come riferimento nella composizione del Nihongi nonché per essere il più antico resoconto di viaggio giapponese. Il testo è andato perduto.

## Contenuto
Anche se il resoconto non esiste più, un frammento del suo contenuto si può ritrovare nelle citazioni. Dei brani sono citati quattro volte nel Nihongi:
- il 2º mese del 654
- il 7º mese del 659: composto lungo la strada per Chang'an e nella città stessa[1]
- il 7º mese del 660: composto nei pressi di Luoyang[1]
- il 5º mese del 661: racconta fondamentalmente il viaggio di ritorno.[1]

Le varie citazioni narrano dettagli sulle missioni diplomatiche imperiali giapponesi in Cina e sulla politica estera intorno alla metà del VII secolo.